# (24475) 2000 VN2
2000 في أن 2 (ويعرف أيضًا باسم (24475) 2000 في أن 2 وفق تسمية الكوكب الصغير) (بالإنجليزية: 2000 VN2)‏ هو كويكب ضمن حزام الكويكبات؛ وترتيبه 24475 من حيث الاكتشاف.
اكتُشف هذا الجُرم الفلكي بواسطة بحث لنكولن عن الكويكبات القريبة من الأرض في 1 نوفمبر 2000.

## وصلات خارجية
- (24475) 2000 VN2 في قاعدة بيانات مختبر الدفع النفاث لأجرام النظام الشمسي الصغيرة

- الاكتشاف · مخطط المدار ·  العناصر المدارية · المعلمات المادية

- (24475) 2000 VN2 على موقع ويكي سكاي: DSS2, SDSS, GALEX, IRAS, Hydrogen α, X-Ray, Astrophoto, Sky Map, Articles and images